# Abstrakte Arbeit
Abstrakte Arbeit ist eine ökonomische und philosophische Kategorie, die Karl Marx (1818–1883) in seiner Kritik der politischen Ökonomie zur Begründung der Arbeitswerttheorie definiert hat.

## Bedeutung
Karl Marx verwendet diese Kategorie in seiner Analyse des Wertbegriffs in warenproduzierenden Gesellschaften, in denen sich monetäre Austauschbeziehungen herausbilden, die dann die Grundlage für das Kapitalverhältnis darstellen. Nach Marx hat die menschliche Arbeit, die in Waren dargestellt ist, einen Doppelcharakter:
- Als konkret-nützliche Arbeit schafft die Arbeit Gebrauchswerte, indem sie Gegenstände so umformt, dass sie menschliche Bedürfnisse befriedigen. Tischlerarbeit wäre ein Beispiel für diese Seite der Arbeit. Sie ist näher bestimmt durch die konkreten Tätigkeiten im Produktionsprozess, also Holz sägen, hobeln, hämmern usw. Konkrete, Gebrauchswerte schaffende Arbeit ist in jeder historischen Produktionsform anzutreffen. Dienstleistungen können ebenfalls unter diesem Aspekt betrachtet werden, zum Beispiel das Waschen, Schneiden und Kämmen der Haare beim Frisör.
- Zudem erzeugt die Arbeit den Wert der Waren, der auf dem Markt als Tauschwert erscheint. Die wertbildende Arbeit ist begrifflich zu unterscheiden von der konkret-nützlichen Arbeit. Ein z. B. als Ware produzierter Rock hat einen Wert, durch den er gegen andere werttragende Güter austauschbar ist. Der Wert der Ware Rock stellt sich auf dem Markt als Tauschwert dar, das heißt als ein anderer Gebrauchswert, von dem Marx der Einfachheit halber voraussetzt, dass er den gleichen Wert hat, so dass ein Tausch äquivalenter Werte stattfinden kann.

## Definition
Marx definiert den Begriff der abstrakten Arbeit im Kapital unmittelbar nach der Einführung der Begriffe des Gebrauchswerts, Tauschwerts und des Werts: „Sieht man nun vom Gebrauchswert der Warenkörper ab, so bleibt ihnen nur noch eine Eigenschaft, die von Arbeitsprodukten. […] Mit dem nützlichen Charakter der Arbeitsprodukte verschwindet der nützliche Charakter der in ihnen dargestellten Arbeiten, es verschwinden also auch die verschiedenen konkreten Formen dieser Arbeiten, sie unterscheiden sich nicht länger, sondern sind allzusamt reduziert auf gleiche menschliche Arbeit, abstrakt menschliche Arbeit.“

## Begriffsbildung und Realabstraktion
Der Begriff der abstrakten Arbeit wird relevant, wenn Dinge oder Gegenstände für den Tausch produziert und damit zu Waren werden. Marx’ Warenanalyse führt zu dem Resultat, dass Waren einerseits Gebrauchswerte sind und andererseits einen Wert haben. Diese beiden wesentlichen Eigenschaften der Ware haben die Konsequenz, dass auch die warenproduzierende Arbeit entsprechend betrachtet werden muss. Einerseits erzeugen Arbeitsprozesse Gebrauchswerte, also nützliche Dinge, die menschliche Bedürfnisse befriedigen (können). Insofern handelt es sich um konkrete, Gebrauchswerte schaffende, also konkret-nützliche Arbeit. Andererseits erfordern Arbeitsprozesse nicht nur Zeit, sondern auch die Verausgabung von menschlicher Arbeitskraft. Dies schlägt sich im Wert der Waren nieder. Mit dem Begriff der abstrakten Arbeit wird die Arbeit als wertbildende Arbeit betrachtet.
Dieser Begriffsbildung liegen mehrere Voraussetzungen zugrunde, die bei der weiteren Analyse der kapitalistischen Warenproduktion präzisiert werden: Marx setzt voraus, dass unterschiedliche Gebrauchswerte nur dann getauscht werden, wenn sie den gleichen Wert haben. Diese Voraussetzung wird in seiner Preistheorie relativiert. Wertmäßig äquivalente Waren werden auch bei der Darstellung des Tauschwerts und der Wertformen vorausgesetzt, die den Wert der Waren auf einem Markt darstellen. Eine weitere Vereinfachung der Marxschen Theorie besteht darin, dass gleiche Werte durch die gleiche Menge Arbeit – gemessen an der Arbeitszeit – hervorgebracht werden. Dies setzt wiederum voraus, dass den verglichenen Waren einfache Durchschnittsarbeit zugrunde liegt bzw. allgemeiner formuliert: den in Marx’ Warenanalyse betrachteten Waren liegen zwar qualitativ verschiedene Arbeitsprozesse zugrunde, die aber den gleichen Kompliziertheitsgrad haben.
Die analytische Unterscheidung von Wert und Gebrauchswert sowie von konkreter und abstrakter Arbeit hat Konsequenzen, die vom Standpunkt des Alltagsbewusstseins paradox erscheinen. So wirkt sich eine Verdoppelung der Arbeitsproduktivität zwar verdoppelnd auf die Gebrauchswertmenge aus, aber der insgesamt durch die abstrakte Arbeit neu geschaffene Wert bleibt gleich. Selbst wenn also Arbeit von z. B. zwei Stunden durch allgemein gesteigerte Produktivität die doppelte Menge an Produkten, also an Gebrauchswerten, zustande bringt, vielleicht zehn Hosen, wo die Näherin vor der Produktivitätssteigerung nur fünf hergestellt hat, bleibt der in diesen zwei Stunden geschaffene Wert im Warenaustausch gleich. Eine weitere Konsequenz der Abstraktion von der konkreten Art der Arbeit ist: Der Wert des einzelnen Stück Gebrauchswertes – der Hose in diesem Beispiel – sinkt proportional, da sich der neu geschaffene Wert auf eine größere Stückzahl verteilt.
Verschiedene Autoren interpretieren Marx’ Darstellung so, dass die Abstraktion vom Gebrauchswert und von der konkreten Arbeit nicht nur ein gedanklicher, sondern auch ein in der Realität stattfindender Abstraktionsprozess ist. Letzterer wird als „Realabstraktion“ bezeichnet. Dieser Begriff beinhaltet, dass das Gleichsetzen zweier Waren auf dem Markt und ihr Tausch ein reales Absehen von allen ihren konkret nützlichen Eigenschaften bedeutet. Was auf diese Weise in den praktischen Beziehungen der Menschen zueinander vor sich geht, vollzieht Marx in seinen gedanklichen Abstraktionen nach. Die Realabstraktion findet immer dann statt, wenn Produkte menschlicher Arbeit auf einem Markt einen Tauschwert erhalten, der ihren Wert proportional zur verausgabten Arbeit ausdrückt, und vor allem dann, wenn sie tatsächlich getauscht werden.
Die auf dem Markt erzielten Tauschwerte (bzw. bei Anwesenheit von  Geld die Kaufpreise) der Waren schwanken je nach Angebot und Nachfrage um den Warenwert. Die Existenz der wertbildenden abstrakten Arbeit und des Werts ergibt sich u. a. daraus, dass eine sich ständig wiederholende einseitige Abweichung von einem Tausch etwa wertgleicher Waren (Äquivalententausch) zum Ruin eines der beiden Handelspartner führt.
Diese Thesen können nicht einfach dadurch widerlegt werden, dass es unterschiedliche Arbeitsintensitäten, unterschiedliche Qualifikationen und Produktivitäten gibt. Bezogen auf „einfache Durchschnittsarbeit“, erzeugt die kompliziertere Arbeit mehr Wert in der gleichen Arbeitszeit; überdurchschnittlich oder unterdurchschnittlich intensive Arbeiten beziehen sich auf den Durchschnitt einer qualitativ bestimmten Arbeit und schlagen sich in einem größeren oder kleineren Wertprodukt im Vergleich zur Durchschnittsarbeit nieder. Dagegen betrifft die Produktivität die Menge der insgesamt erzeugten Güter, nicht aber den während der Arbeitszeit insgesamt erzeugten Wert. Allerdings verringert sich der Wert einer einzelnen Ware, wenn die Produktivität steigt, da sich der insgesamt erzeugte Wert auf eine größere Menge an Produkten verteilt. Die Abstraktion von der tatsächlich geleisteten konkreten Arbeit ist überall dort erforderlich, wo voneinander unabhängige Privatarbeiter für den Markt produzieren und den Wert ihrer Produkte schätzen müssen.

## Verhältnis von konkret-nützlicher und abstrakter Arbeit
Man kann in einer Gesellschaft, in der Menschen unterschiedliche Arbeit leisten, diese also unter zwei Aspekten betrachten. Einerseits handelt es sich um eine konkrete Tätigkeit, durch die der Gebrauchswert der bearbeiteten Dinge erhöht bzw. überhaupt erst geschaffen wird. Andererseits wird menschliche Arbeitskraft angewendet und verausgabt. Unter letzterem Aspekt kommt die abstrakte Arbeit als allgemeine Eigenschaft einer jeden nützlichen Tätigkeit in den Blick. Diese „allgemeine Eigenschaft menschlicher Arbeit“ hat zunächst noch nichts mit „Wertproduktion“ zu tun, daher auch noch nichts mit der historisch spezifischen Weise, in der die einzelnen nützlichen Tätigkeiten ihre gesellschaftlich allgemein anerkannte Form gemäß der vorherrschenden Produktionsweise erhalten. So besitzen die einzelnen nützlichen Tätigkeiten zum Beispiel in einer vorkapitalistischen Gesellschaft ohne Warenhandel ihre allgemeine, gesellschaftlich anerkannte Form gerade in ihrer Naturalform, die als konkret-nützlich Arbeit ausgeübt wird. Dies liegt daran, dass der gesellschaftliche Zusammenhang der konkret-nützlichen Arbeit vorausgesetzt ist, so dass durch diesen bedingt, die einzelnen nützlichen Tätigkeiten schon vor ihrer praktischen Ausübung gesellschaftlich anerkannt sind. Dies geschieht nach Marx natürlich für die Menschen auf so unbewusste Weise, wie ihnen ihr gesellschaftlicher Zusammenhang unbewusst ist.

### Bedeutung im Kapitalismus
Mit der marktwirtschaftlichen Warenzirkulation, wie sie als allgemein vorherrschende abstrakte Sphäre des kapitalistischen Reproduktionsprozesses existiert, ist ein historisch spezifischer gesellschaftlicher Zusammenhang gegeben, der die gesellschaftlichen Produktions- und Austauschbeziehungen auf die Arbeitsprodukte projiziert. Die Produktion erfolgt arbeitsteilig und durch unabhängig voneinander agierende Produzenten, die ihre Produkte auf dem Markt austauschen, um ihre vielseitigen Bedürfnisse und den vielseitigen Bedarf ihrer Produktion zu befriedigen. Die Arbeitsprodukte werden durch den beabsichtigten Tausch zu Waren. Die Arbeit, die zu ihrer Herstellung erforderlich ist, reflektiert sich im Wert der Waren. Der Wert der Waren bestimmt ihren Tauschwert und damit das Austauschverhältnis. Marx’ Analyse der verschiedenen Möglichkeiten, den Wert auf dem Markt auszudrücken – seine Wertformanalyse – hat das Ziel, die Entstehung des Geldes aus dem Warenaustausch heraus zu erklären. Da die Menschen in der kapitalistischen Gesellschaft die Arbeitsprodukte als Waren auf dem Markt austauschen, entscheidet dieser Austausch auch auf einfachste Weise darüber, in welcher Form konkret-nützliche Arbeit ihren gesellschaftlich anerkannten, allgemeinen Charakter erhält. Der Warentausch beruht auf einer gesellschaftlichen Gleichheitsbeziehung, worin die Arbeitsprodukte und die unterschiedlichen, in ihnen vergegenständlichten nützlichen Tätigkeiten in der Hinsicht gleichgesetzt und aufeinander bezogen werden, in der sie die gleiche Menge abstrakter Arbeit verkörpern. Das in den verschiedenen nützlichen Tätigkeiten enthaltene Gleiche, die ihnen gemeinsame „allgemeine Eigenschaft menschlicher Arbeit“, entfaltet durch die Beziehung der Arbeitsprodukte aufeinander beim Warentausch eine gesellschaftliche Wirkung, indem sie die Austauschverhältnisse determiniert. Damit wird der Wert und die abstrakte Arbeit zur gesellschaftlich allgemein anerkannten Form für die Bewertung unterschiedlicher Gebrauchswerte und der zugrunde liegenden konkret-nützlichen Arbeit. Unter dem Aspekt der „Wertproduktion“ erhält die Arbeit nach Marx durch die Austauschbeziehung der Arbeitsprodukte die allgemeine Eigenschaft, als abstrakte Arbeit zugleich Wert bildende Arbeit zu sein.

### Doppelcharakter der Arbeit
Im Kapital heißt es: „Alle Arbeit ist einerseits Verausgabung menschlicher Arbeitskraft im physiologischen Sinn, und in dieser Eigenschaft gleicher menschlicher oder abstrakt menschlicher Arbeit bildet sie den Warenwert. Alle Arbeit ist andrerseits Verausgabung menschlicher Arbeitskraft in besonderer zweckbestimmter Form, und in dieser Eigenschaft konkreter nützlicher Arbeit produziert sie Gebrauchswerte.“ Das ist Marx’ Beschreibung des Doppelcharakters der Arbeit, einerseits Verausgabung von Arbeitskraft „im physiologischen Sinn“, und andererseits nützliche Tätigkeit zu sein, die Gebrauchswerte schafft. In beiden Fällen wird ein und dasselbe Objekt – die menschliche Arbeit – betrachtet, aber unter verschiedenen Gesichtspunkten. Im Fall der abstrakten Arbeit gerät die physiologische Verausgabung der Arbeitskraft durch den Einsatz von Nerven, Hirn, Muskeln und Hand in den Blick, unter dem Aspekt der konkreten Arbeit wird thematisiert, dass Gebrauchswerte mit „in zweckbestimmter Form“ verausgabter, nützlicher Arbeit hergestellt werden. Unter den Bedingungen der Warenproduktion erfährt die abstrakte Arbeit die Bedeutung, den Arbeitsprodukten die „allgemeine Eigenschaft“ zu verleihen, austauschbar zu sein und zwar in dem Maße, wie Arbeit in den Waren vergegenständlicht worden ist.
Mit Hilfe der These vom Doppelcharakter der Arbeit erklärt Marx, wie Werte in einem kapitalistischen Produktionsprozess zustande kommen. Unter physischem Gesichtspunkt betrachtet treten in diesem Prozess Arbeit und Kapital in Wechselwirkung, um Vorprodukte und Rohmaterialien (Arbeitsgegenstände) mit Hilfe von Maschinen und Werkzeuge (Arbeitsmittel) in neue Produkte zu verwandeln. Der Wert der Produkte (Produktenwert) setzt sich aus dem neu geschaffenen Wert (das Wertprodukt) und dem von den Produktionsmitteln (Arbeitsgegenstände und Arbeitsmittel) auf das Produkt übertragenen Wert (das konstante Kapital) zusammen. Das Wertprodukt entsteht durch die lebendige Arbeit, insofern sie als abstrakte Arbeit betrachtet wird; dagegen überträgt die lebendige Arbeit, insofern die als konkrete, nützliche Arbeit betrachtet wird, den Wert der Produktionsmittel auf das Produkt. Ein Teil des Wertprodukts dient dazu, die Lohnsumme zu ersetzen (das variable Kapital), der andere Teil ist der Mehrwert. Der Wert des Produktes ist demnach W = v + m + c.